# Entre-Sambre-et-Meuse
Entre-Sambre-et-Meuse (francuski za „Između Sambre i Meuse”) je prirodna regija Belgije koja se zemljopisno nalazi između rijeka Sambre i Meuse, koje prolaze pokrajinama Namur i Hainaut (Valonija). Geološki, ova regija je nastavak područja zapadne obale rijeke Meuse prema sjeveru, preko drugih prirodnih regija: Ardeni, Fagne, Calestienne, i Condroz; sve do južne obale rijeke Sambre.
Područje Entre-Sambre-et-Meuse je najpoznatije po tradicionalnim koračnicama (marches) koje se održavaju od svibnja do rujna, a posvećene su mnogim svecima i popraćene su vojnom pratnjom i paljbom.

## Koračnice Entre-Sambre-et-Meuse
Koračnice Entre-Sambre-et-Meuse su glavna komponenta kulturnog identiteta ove regije, u kojoj 15 seoskih crkava organizira koračnice u čast sveca kojem je crkva posvećena i u njima sudjeluje cijelo selo. Povorke se sastoje od nekoliko skupina, organiziranih na temelju rodova vojske i svaka se sastoji od desetaka, pa i stotina „vojnika”. Sudionici nose vojne odore i tvore jednu ili više skupina koje prate vjersku procesiju. Odbor i/ili zakonska tijela upravljaju svakom skupinom, organiziraju tečaj marša i osiguravaju ispravne formacije. Djeca marširaju zajedno sa svojim roditeljima u „mladoj gardi” ili drugoj skupini. Prijenos tradicije je usmen, često unutar kruga obitelji, ali i tijekom okupljanja, sastanaka, banketa ili balova neophodnih za organizaciju koračnice. Dinastije trubača i bubnjara su nastale prenoseći svoje znanje, pjesme i glazbu novim glazbenicima. Isto tako, proizvođači-obrtnici bubnjeva i truba, te na desetine dizajnera odora, prenose svoju umješnost u rekonstrukciji i stvaranju instrumenata, nošnji, zastava i ostalog pribora. 
Koračnice Entre-Sambre-et-Meuse igraju ključnu ulogu u jačanju integracije i muškaraca i žena iz različitih sredina, te promicanju socijalne kohezije. Zbog toga su upisane na UNESCO-ov popis nematerijalne svjetske baštine u Europi 2012. godine.

### Popis koračnica Entre-Sambre-et-Meuse[3]
1. Acoz (Gerpinnes) - koračnica sv. Roka i sv. Frega - prva nedjelja poslije 15. kolovoza
2. Fosses-la-Ville - koračnica sv. Feuilliena - četvrta nedjelja korizme
3. Gerpinnes - koračnica sv. Rolende - blagdan svetice, 20. svibnja
4. Ham-sur-Heure - koračnica sv. Roka - prva nedjelja poslije 15. kolovoza
5. Biesmerée (Mettet) - koračnica sv. Sakramenta - nedjelja prije korizme
6. Florennes - koračnica sv. Petra i Pavla - posljednja nedjelja lipnja
7. Jumet - koračnica sv. Magdalene - nedjelja najbliža blagdanu svetice 21. srpnja
8. Laneffe (Walcourt) - koračnica sv. Lamberta - najbliža nedjelja 15. kolovozu
9. Morialmé (Florennes) - koračnica sv. Petra - najbliža nedjelja 29. lipnju
10. Silenrieux (Cerfontaine) - koračnica sv. Ane - 28. srpnja
11. Tarcienne (Walcourt) - koračnica sv. Fiacrea - prva nedjelja svibnja
12. Thuin - koračnica sv. Roka - prva nedjelja poslije 15. kolovoza
13. Thy-le-Château (Walcourt) - koračnica sv. Petra i Pavla - posljednja nedjelja lipnja ili prva nedjelja srpnja
14. Villers-Deux-Églises (Cerfontaine) - koračnica sv. Lamberta - najbliža nedjelja 15. kolovozu
15. Walcourt - koračnica sv. Sakramenta - prva nedjelja lipnja

## Vanjske poveznice
- Folklorno udruženje Entre-Sambre-et-Meuse (fr.)
- Muzej koračnica Entre-Sambre-et-Meuse (fr.)